# Michael J. Harrington

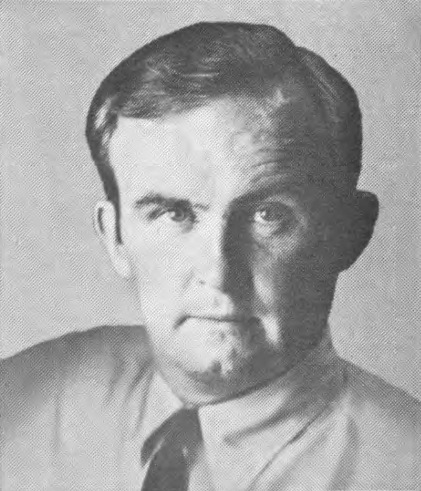
Michael J. Harrington, 1971

Michael Joseph Harrington (* 2. September 1936 in Salem, Massachusetts) ist ein ehemaliger US-amerikanischer Politiker. Zwischen 1969 und 1979 vertrat er den Bundesstaat Massachusetts im US-Repräsentantenhaus.

## Werdegang
Michael Harrington besuchte bis 1954 die St. John’s Preparatory School in Danvers und studierte danach bis 1958 an der Harvard University. Nach einem anschließenden Jurastudium in Harvard und seiner 1961 erfolgten Zulassung als Rechtsanwalt begann er in diesem Beruf zu arbeiten. In den Jahren 1962 und 1963 studierte er noch das Verwaltungswesen, ebenfalls an der Harvard University. Gleichzeitig begann er als Mitglied der Demokratischen Partei eine politische Laufbahn. Von 1960 bis 1963 gehörte er dem Gemeinderat von Salem an; zwischen 1964 und 1969 saß er als Abgeordneter im Repräsentantenhaus von Massachusetts. Im Jahr 1968 war er Mitglied im Staatsvorstand seiner Partei.
Nach dem Tod des Abgeordneten William H. Bates wurde Harrington bei der fälligen Nachwahl für den sechsten Sitz von Massachusetts als dessen Nachfolger in das US-Repräsentantenhaus in Washington, D.C. gewählt, wo er am 30. September 1969 sein neues Mandat antrat. Nach vier Wiederwahlen konnte er bis zum 3. Januar 1979 im Kongress verbleiben. In diese Zeit fielen unter anderem das Ende des Vietnamkrieges und die Watergate-Affäre. 1978 verzichtete Michael Harrington auf eine weitere Kandidatur. Nach dem Ende seiner Zeit im US-Repräsentantenhaus ist er politisch nicht mehr in Erscheinung getreten. Seinen Ruhestand verbringt er in Beverly.